# Схизма (інтервал)
Схи́зма (дав.-гр. σχίσμα — поділ, розщеплення) — дрібний музичний інтервал, різниця між піфагорійською і дідімовою комами:
{\displaystyle {\frac {\left({\frac {3}{2}}\right)^{12}}{2^{7}}}:{\frac {81}{80}}={\frac {3^{8}\cdot 5}{2^{15}}}={\frac {32805}{32768}}\approx 1{,}9537\;\mathrm {Cent} }
Вона ж дорівнює різниці між:
- Вісьмома чистими квінтами (3:2) плюс чиста велика терція (5:4) і п'ятьма октавами,
- Великою (135:128) і піфагорійською (256:243) лімами,
- апотомою і діатонічним півтоном.

Вперше відзначається в трактаті Боеція «Основи музики» з посиланням на піфагорійця Філолая. Визначення схизми як інтервалу 32805:32768 з'являється на початку XIX століття, зокрема це визначення наведено в музичному словнику П. Ліхтенталя.
В XVII столітті Андреас Веркмейстер (1645–1706) визначив різницю між чистою і рівномірно темперованою квінтою (в сучасних одиницях ≈ 1,9550 цента) — інтервал, що також іноді називався схизмою (Веркмейстер називав його grad). На можливість наближення чистого ладу, що містить лише раціональні співвідношення в інтервалах, до рівномірно темперованого строю за допомогою зменшення чистої квінти (3:2) на схизму (32805: 32768) вперше звернув увагу Йоганн Філіп Кірнбергер (1721–1783), учень Й. С. Баха. Дванадцять квінт Кірнбергера перевершують сім октав на надзвичайно малий інтервал, рівний 21613−845−12 (≈ 0.01536 цента), що називається атомом Кірнбергера.